# Михайлівка (Олексіївська сільська громада)
Миха́йлівка — село Лозівського району Харківської області. Входить до складу Олексіївської сільської громади. Розташоване в долині, яку утворює річка Берека.

## Назва
Назва села походить від фортеці святого Михайла поруч з якою воно виникло. Сама фортеця, названа російською імператрицею Анною Іванівною у 1738 році так на честь свого прадіда Михайла Федоровича, першого царя на московському престолі з династії Романових.

## Географія
Село Михайлівка знаходиться на березі річки Кисіль в місці впадання її в річку Берека, вище за течією річки Кисіль на відстані 1 км розташоване село Берестки, вище за течією річки Берека примикає село Одрадове, нижче за течією річки Берека на відстані 4 км розташоване село Миколаївка.

## Історія
На околиці села виявлено залишки поселення Салтівської культури.
Засноване в 1731 році, як слобода при Кисільній фортеці.
За часів царювання російської імператриці Анни Іванівни, для охорони південного кордону від татар, сформований був ландміліційний корпус. Лівий берег річки Береки був укріплений валом, по валу влаштовані були на відстані редути. Однією з фортець Української лінії зроблена була Михайлівська (первісно Кисільна) фортеця. В фортеці, полковником Олексієм Калініним, в 1736 році було побудовано храм в ім’я Св. Трійці..
В 1738 році Кисільна фортеця перейменована на фортецю Святого Михайла. В цьому році більшість фортець Української лінії змінили свої назви.
В 1770 році піхотні ландміліційні полки увійшли до складу армії, а сам Український корпус було скасовано. При знищенні корпусу, Троїцький храм був придбаний слобожанами які мешкали поруч з Михайлівською фортецею і які оселилися в двох верстах від фортеці. Надалі, жителі, по невигідний гористій місцевості, відсунулися від храму на значну відстань. Тому і храм перенесений був на нове місце, де він надалі і знаходився. За повідомленнями Филарета (Гумилевского) у ХІХ сторіччі на первісному місці розташування храму стояв пам'ятник з іконою.
На 1857 рік у храм володів такими книгами як: кольорова тріодь 1702 року, київського друку; пісна тріодь 1727 року, київського друку; октоїх 1727 року, московського друку; апостол 1733 року, московського друку; служебник 1737 року, московського друку; мінеї службові 1747 року, московського друку.

## Пам'ятки
- Залишки Михайлівської фортеці Української лінії (1731).
- На околицях Михайлівки виявлені залишки поселення салтівської культури (VIII-X ст. н. е.).

## Відомі люди
У селі народився Герой Радянського Союзу Іван Федотович Бугайченко.